# Puiseux (Ardenas)
Puiseux é uma comuna francesa na região administrativa de Grande Leste, no departamento das Ardenas. Estende-se por uma área de 3,41 km². Em 2010 a comuna tinha 116 habitantes (densidade: 34 hab./km²).